# Guidonia Montecelio
Guidonia Montecelio ([ɡwiˈdɔːnja ˌmonteˈtʃeːljo]) ist eine italienische Stadt mit 89.165 Einwohnern (Stand 31. Dezember 2024). Sie gehört zur Metropolitanstadt Rom in der italienischen Region Latium.

## Geographie

Lage von Guidonia Montecelio in der Provinz Rom

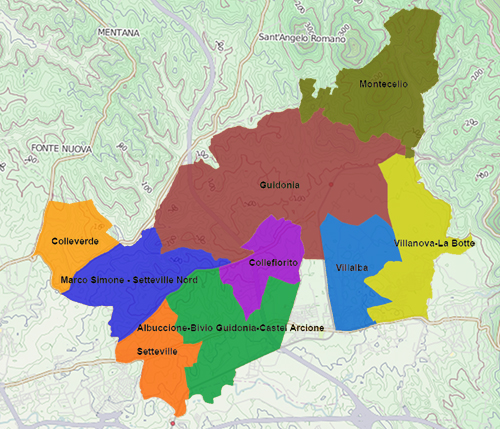
Stadtteile von Guidonia Montecelio

Die Vorortsiedlung im nördlichen Umland von Rom am Fuße der Monti Cornicolani, einem südlichen Ausläufer der Sabiner Berge, liegt 26 km nordöstlich von Rom und 12 km nordwestlich von Tivoli. Der mittelalterliche Ortskern von Montecelio liegt auf einem Hügel, der die höchste Erhebung im Gemeindegebiet ist. Das Gemeindegebiet erstreckt sich über eine Höhe von 28 m s.l.m. bis 389 m s.l.m.
Der größte Stadtteil ist Guidonia, das sich in der Ebene zwischen der Via Nomentana und der Via Tiburtina erstreckt. Daneben entstanden nach dem Zweiten Weltkrieg die Stadtteile Albuccione-Castell’Arcione-Bivio, Colle Fiorito, Colleverde, Marco Simone-Setteville Nord, Pichini, Setteville, Villalba und Villanova, die den Charakter von Trabantensiedlungen haben.
Das Gebiet teilt mit Tivoli einen historischen Travertinschoß, ein Kalkstein, der schon zur römischen Kaiserzeit für architektonische Werke benutzt wurde und in dem noch heute Abbau betrieben wird. Südlich von Guidonia liegt der Archäologische Naturpark dell’Inviolata mit 535 ha Fläche, dessen Schutz sich allerdings nur schwer durchsetzen lässt. Zudem befindet sich mitten in diesem Gebiet eine der größten Mülldeponien Mittelitaliens.
Im Gemeindegebiet liegt der Militärflugplatz Guidonia.
Die Gemeinde liegt in der Erdbebenzone 2 (mittel gefährdet).
Die Nachbargemeinden sind im Uhrzeigersinn Rom, Fonte Nuova, Sant’Angelo Romano, Palombara Sabina, San Polo dei Cavalieri, Marcellina und Tivoli.

### Klima
Das Zentrum Guidonias liegt 105 Metern über dem Meeresspiegel und hat eine ähnliche durchschnittliche Jahrestemperatur wie Rom. Das Klima ist mediterran mit einer moderaten Regenneigung rund ums Jahr und reduziert in den Sommermonaten. Die Berge, die das Gemeindegebiet umgeben, verhindern kalte Winde von Nordwest und erlauben somit auch im Winter ein mildes Klima.

### Verkehr
- Guidonia Montecelio hat seit November 2011[3] eine eigene Auffahrt mit Mautstation auf die Autobahn A1 Autostrada del Sole von Mailand nach Neapel.
- Wichtigste Fernverkehrsstraße ist die Strada Stadale SS 5 Via Tiburtina, die von Rom nach Pescara führt und die südliche Stadtgrenze bildet.
- Die Strada Stadale SS 636 Via di Palombara durchquert das Stadtgebiet und verbindet die Via Tiburtina mit der SS 4 Via Salaria bei Fara in Sabina.
- Guidonia hat einen Bahnhof an der Regionalbahnstrecke FL 2 von Rom-Tiburtina nach Tivoli.
- Der nächste internationale Flughafen Rom-Fiumicino befindet sich in 58 km Entfernung.

## Geschichte

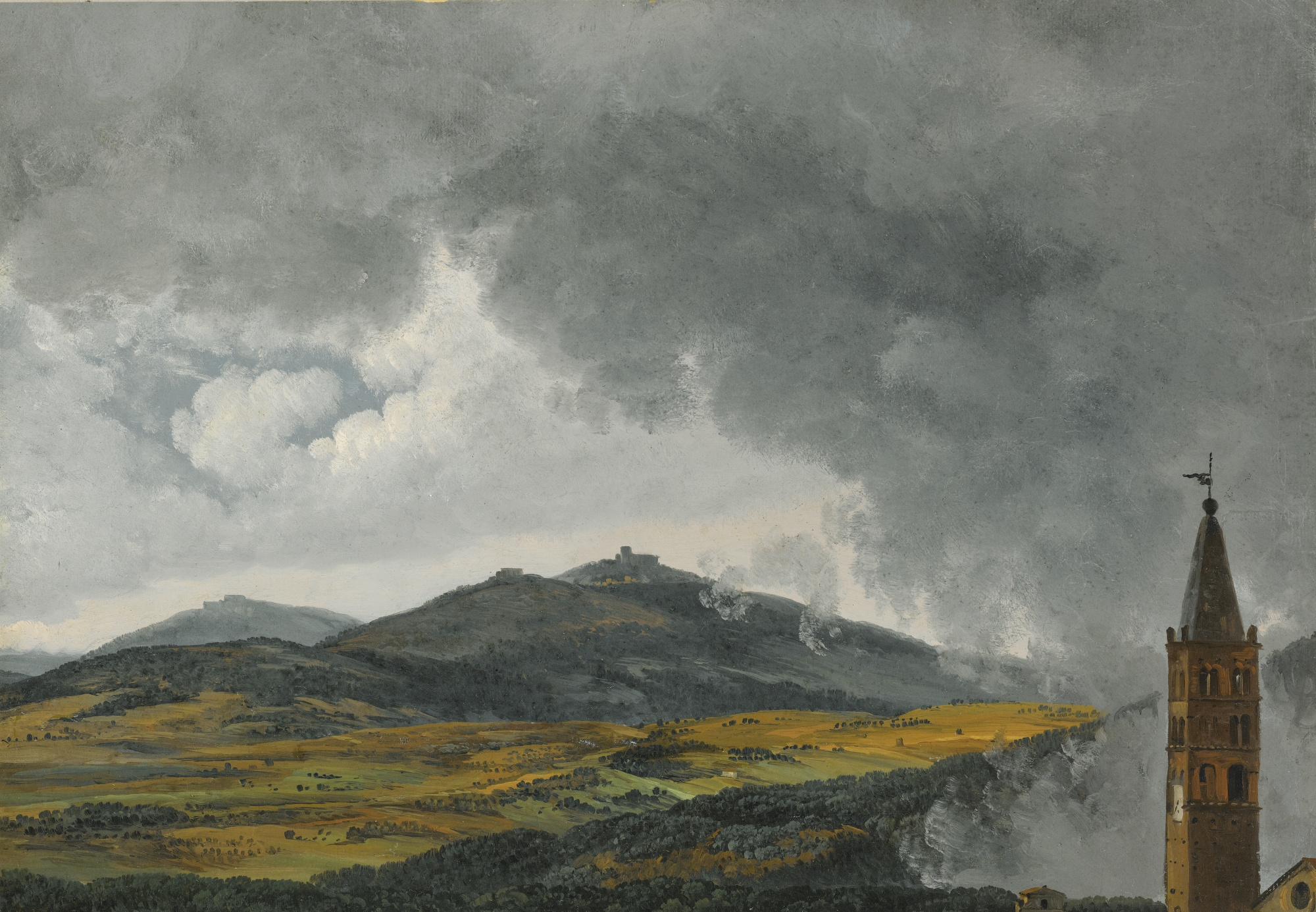
Ansicht von Monticelli Anfang des 19. Jahrhunderts

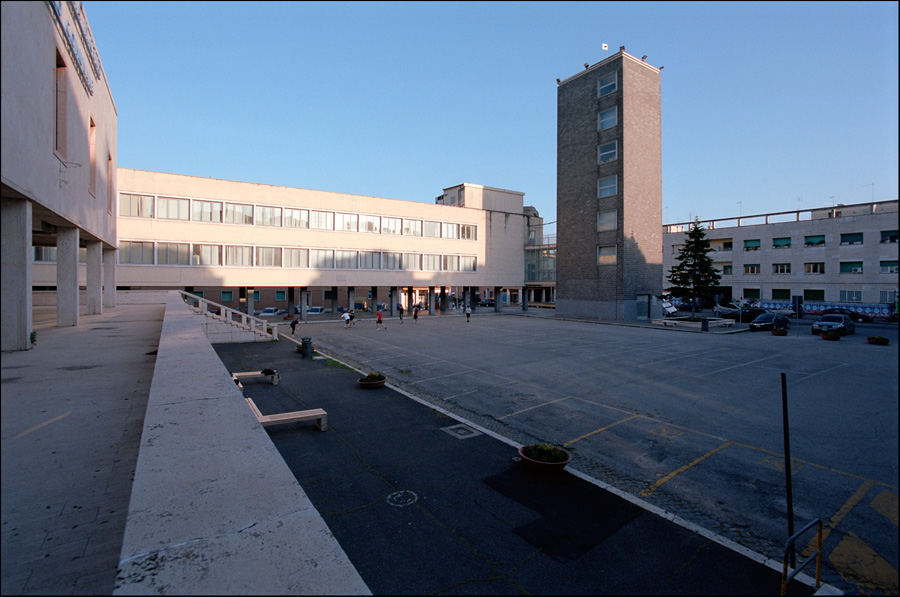
Piazza Matteotti und Rathaus

Im Gebiet von Guidonia gab es in der Antike zahlreiche Villen und Landgüter. Montecelio geht vermutlich auf die antike Stadt Corniculum, die Geburtsstadt von Servius Tullius, zurück, die auch den Monti Cornicolani ihren Namen gab. Ein Castrum Monticellorum (Burg auf dem Himmelsberg) wurde erstmals 998 erwähnt.
Mit dem Namen Monticelli gehörte der Ort verschiedenen Adelsfamilien. 1550 bis 1678 gehörte er den Cesi. Vor allem Federico Cesi sorgte für den Ausbau von Monticelli mit seinem Palazzo del Principe im Zentrum. 1871 kam der Ort mit dem Kirchenstaat zum Königreich Italien.
1915 wurde der Flugplatz Campo di Aviazione di Montecelio gegründet. Er wurde zu einem Zentrum der Entwicklung der Luftfahrttechnik unter anderem unter der Leitung von Alessandro Guidoni. 1937 wurde von Benito Mussolini neben dem Flugplatz die sogenannte Città dell’Aria gegründet, die zu Ehren des Konstrukteurs den Namen Guidonia erhielt, der hier beim Test eines neuen Fallschirms 1928 tödlich verunglückte. 1943 wurden der Flugplatz und die Stadt bei Bombenangriffen zerstört.
Die ursprüngliche Gemeinde Monticelli wurde 1937 in Montecelio umbenannt und mit der Stadt Guidonia zusammengelegt. In der Nachkriegszeit hat die Stadt einen enormen demografischen Zuwachs gehabt, der auf das Wachstum des römischen Großraums auf das unbebaute Gebiet rund um die Stadt Rom zurückzuführen ist. Diese Entwicklung hat einen großen wirtschaftlichen Aufschwung der Industriegebiete und Berufsverkehr mit sich gebracht; allerdings nahmen auch die Umwelt- und Sozialprobleme zu, da die Stadt mit geringer Umsicht auf die Stadtplanung errichtet wurde. Aktuell hat Guidonia die drittgrößte Bevölkerung in Latium, nach den Städten Rom und Latina.

## Bevölkerungsentwicklung
| Jahr      | 1881  | 1901  | 1921  | 1936  | 1951   | 1971   | 1991   | 2001   | 2011   |
| Einwohner | 3.208 | 4.094 | 4.943 | 6.597 | 12.811 | 33.251 | 57.473 | 67.516 | 84.759 |

Quelle ISTAT

## Politik
Michel Barbet (Movimento 5 Stelle) wurde am 22. Juni 2017 zum neuen Bürgermeister gewählt.

### Partnerstädte
- Cape Canaveral (Florida) seit 1988

## Wirtschaft

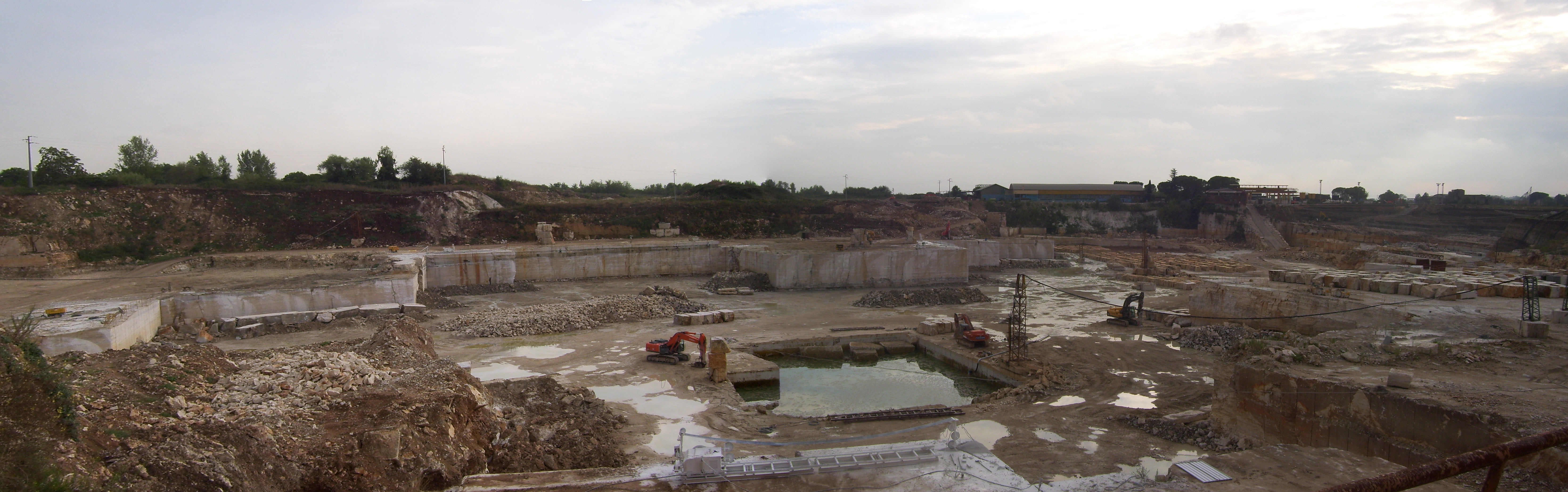
Travertinsteinbruch in Guidonia

Wichtigster Wirtschaftszweig ist der Abbau und die Verarbeitung von Travertin.

## Sehenswürdigkeiten
Montecelio hat ein gut erhaltenes mittelalterliches Stadtbild mit einer großen Burgruine im Zentrum und dem barocken Palazzo del Principe.

## Söhne und Töchter der Stadt
- Orlando Bianchini (* 1955), Leichtathlet
- David Di Michele (* 1976), Fußballspieler